# Betty Pettersson

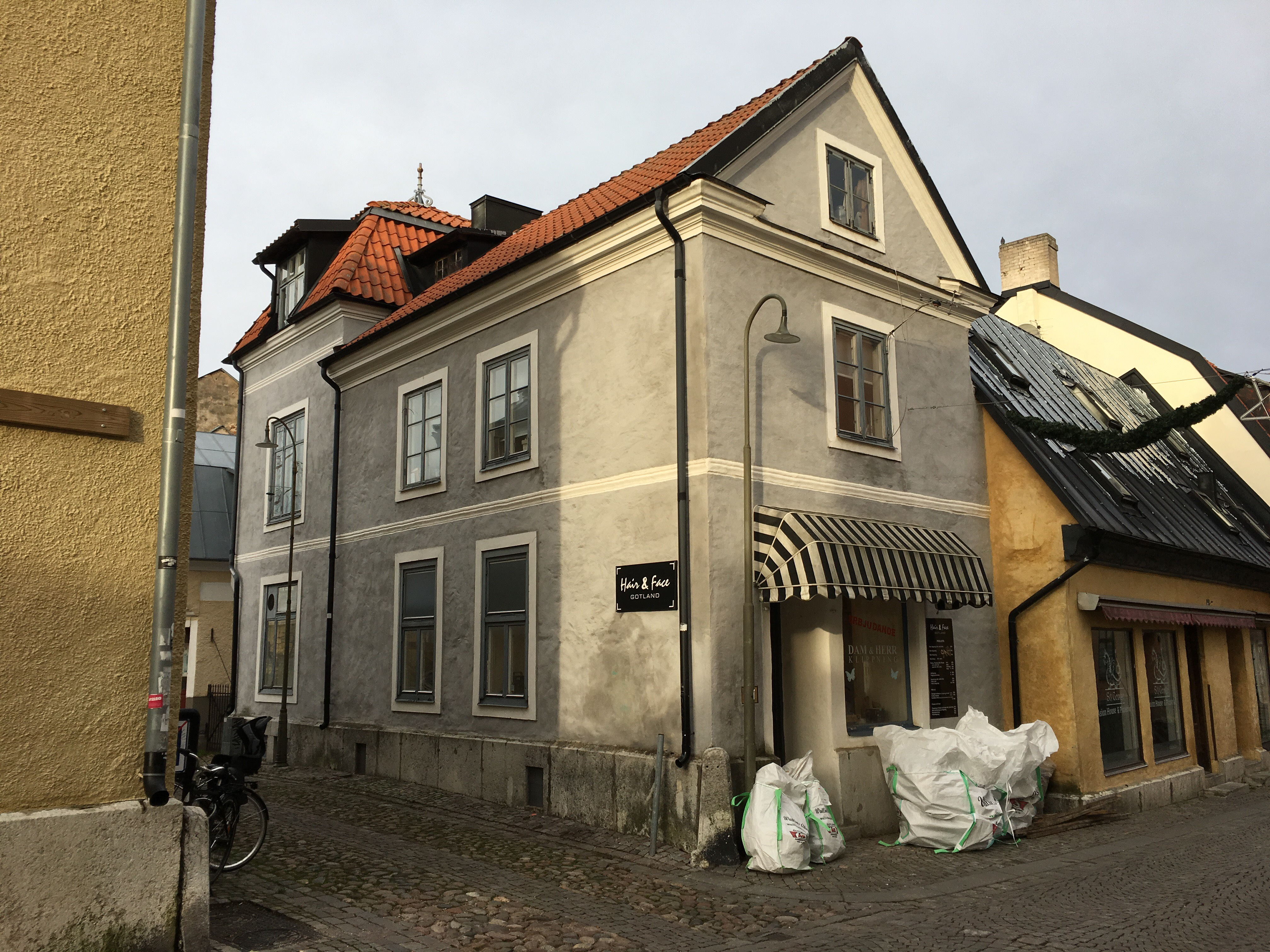
Betty Petterssons födelsehus på Adelsgatan 35 i Visby innerstad.

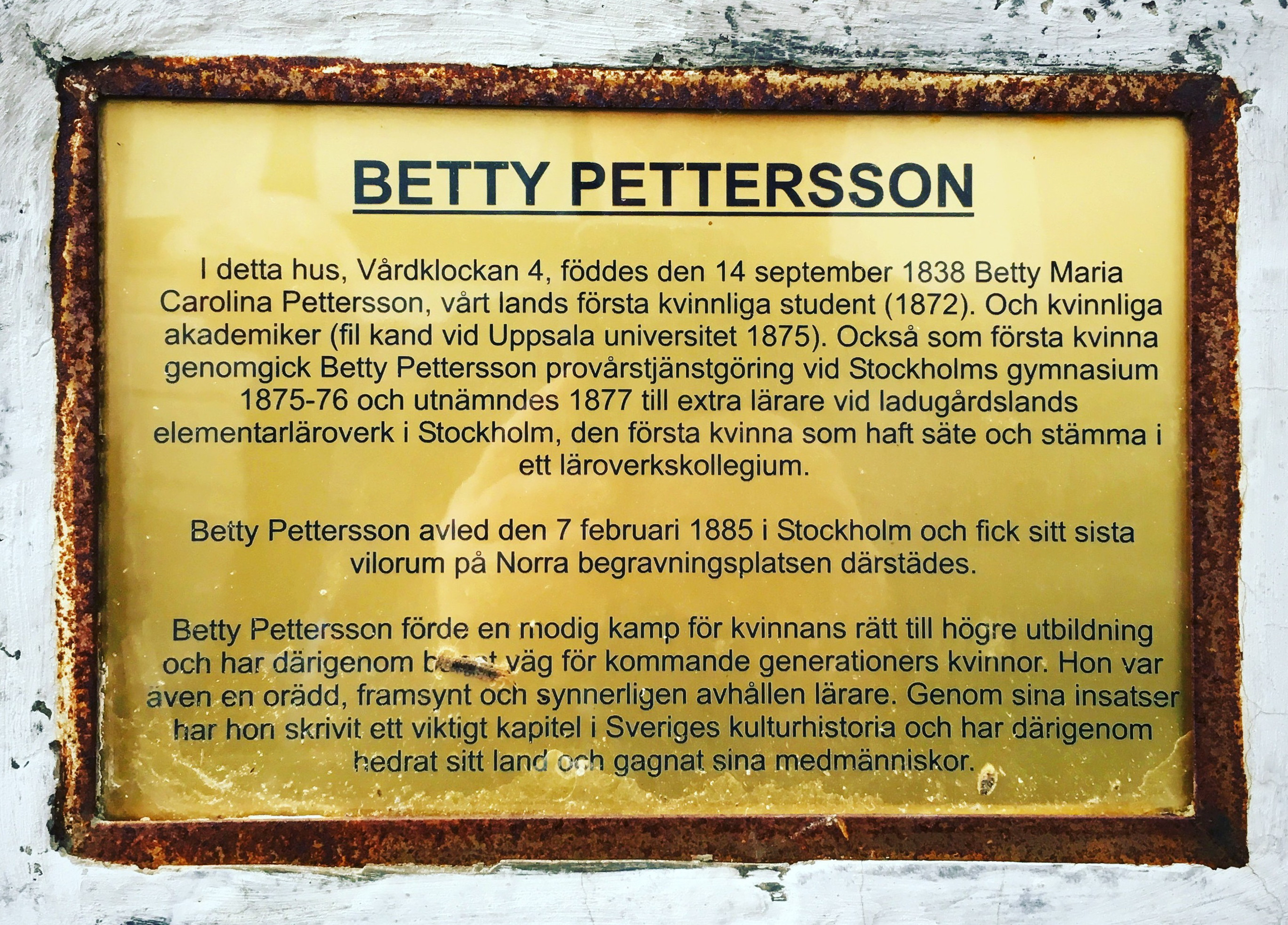
Minnesskylt på fasaden till Betty Pettersson hus på Adelsgatan

Betty Maria Carolina Pettersson, född 14 september 1838 i Visby stadsförsamling i Gotlands län, död 7 februari 1885 i Hedvig Eleonora församling i Stockholm, var en svensk läroverkslärare. Hon var den första kvinnan i Sverige som avlade mogenhetsexamen (studentexamen), som skrevs in vid ett universitet (1872) och som anställdes som läroverkslärare.

## Biografi

### Tidiga år
Pettersson föddes som dotter i en sadelmakarfamilj,  på Adelsgatan 35 i Visby. Hon ansågs begåvad som barn och fick därför möjlighet att studera vid Fröknarna Molanders privatskola i staden. Dessutom tog hon lektioner i engelska och dans. Betty Pettersson var mycket ovanlig bland privatskoleeleverna, som i regel kom från välbärgade familjer.
Därefter skaffade Pettersson sig sannolikt en form av lärarutbildning på fastlandet. Hon återkom till Gotland för arbete som lärarinna i privatskola, innan hon 1860 flyttade permanent från ön. Pettersson arbetade sedan fram till 1871 som guvernant i olika adliga familjer, bland annat på slott och herresäten vid Tjust och Nyköping.
Betty Pettersson hade planer på att ta studentexamen (då benämnd mogenhetsexamen). Detta var omöjligt för kvinnor fram till 1870, då riksdagen beslöt att öppna Sveriges statliga läroverk även för kvinnliga elever. Hon avlade därefter examen som privatist vid Nya elementarskolan i Stockholm 16 maj 1871, som första kvinna, vid 33 års ålder. Hennes betyg var vid examen fördelat på tre AB, fyra B+ och sex B. I flit och uppförande gavs hon vitsordet A, medan mogenhetsbetyg och examen noterades med betyget B. I examensprotokollet fick hon särskilda lyckönskningar av rektorn.
Den kvinnliga pionjärinsatsen omskrevs knappt alls i den svenska pressen, men Dagens Nyheter gav henne en liten notis. Redan 1870 hade Pettersson varit anmäld till den första tillgängliga studentexamen, men gick aldrig upp till examen.

### Uppsala universitet
Därefter siktade Pettersson på studier vid universitet, också det ett näst intill okänt fenomen för den tidens svenska kvinnor. Fram till 1873 var det endast de teologiska och juridiska fakulteterna vid svenska universitet/akademier som antog kvinnliga studenter. Det året gavs kvinnor möjlighet att studera även medicin.
Betty Pettersson hade dock redan 27 februari 1872 skrivit in sig vid Uppsala universitet (Gotlands nation) och begärt kunglig dispens för att kunna studera till filosofie kandidatexamen. Dispensen beviljades bland annat sedan man inte funnit något explicit förbud mot kvinnor att studera vid universitet. Petterssons tid vid universitetet var inte helt bekymmersfri, med karikatyrer och nidvisor skrivna av de övriga 24 medlemmarna på Gotlands nation. Under sin tid vid universitetet, som inleddes i oktober 1872, fick hon endast lov att besöka rektorn eller studentnationen om hon kom i sällskap av en manlig släkting. Hon kunde inte heller ta del av andra universitetsaktiviteter än föreläsningar och seminarier.
Betty Pettersson utexaminerades 28 januari 1875 från Uppsala universitet som filosofie kandidat. Under sin tid där hade hon studerat i sammanlagt nio (alternativt tio) olika ämnen, men huvudämnena var nyeuropeisk språkforskning och modern litteratur. Totalt läste hon följande ämnen: nyeuropeisk språkforskning, modern litteratur, nordiska språk, latin, historia, matematik, kemi, botanik, zoologi och filosofi.

### Läroverkstjänst
Pettersson blev efter sina studier den första kvinna som anställdes vid ett statligt svenskt (pojk)läroverk. Det skedde hösten 1877, då hon blev extralärare vid Ladugårdslands lägre elementarläroverk (senare Östra Real) i Stockholm efter ett års provtjänstgöring från hösten 1875 till våren 1876. Under provtjänstgöringen fick hon "(Icke utan beröm) Godkänd" som betyg i undervisningsskicklighet. Även fliten och fallenheten för lärarkallet gav höga vitsord. Där tjänstgjorde hon sedan till och med hela höstterminen 1884. Under dessa år fungerade hon även som klassföreståndare.
Under sin tjänstgöring på läroverket fick Betty Pettersson vitsord som en god pedagog. Hon vann både elevernas och deras föräldrars förtroende, och hon gav vid behov extraundervisning i sin bostad. Pettersson fick kämpa hårdare mot sina manliga läroverkskollegor.

### Privatliv och sista tid
Betty Pettersson ingick aldrig äktenskap. Hon bodde tillsammans med systern Hedvig, som även verkade som hushållerska. De båda hade även brodern Edvard, som arbetade som sjöman. Betty Pettersson avled 1885 i lungsot och begravdes i allmän grav på Norra kyrkogården i Stockholm.

## Eftermäle

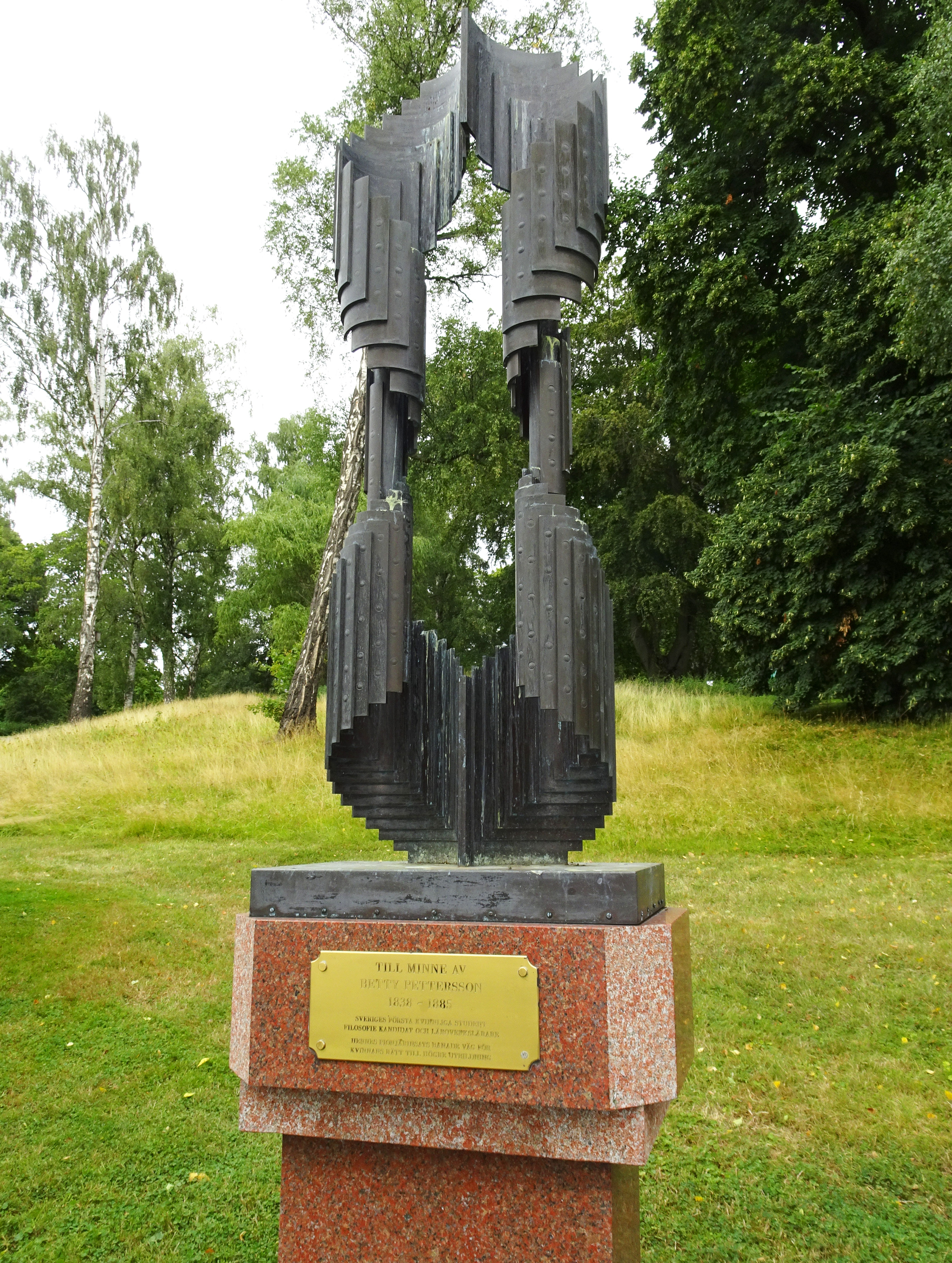
"Till minne av Betty Pettersson", Norra begravningsplatsen, 2022.

Efter Betty Petterssons död publicerades en del tidningsartiklar om hennes pionjärinsatser, medan hon under sitt yrkesliv uppmärksammades föga. 1925 var det 50 år sedan Petterssons akademiska examen, vilket fick viss uppmärksamhet. 70 år efter hennes bortgång överlämnades 1955 en minnestavla över henne, för placering på Östra Real, och en minnestavla över Pettersson finns även på huset i Visby där hon växte upp, uppsatt enligt beslut 1977 av kulturnämnden i Gotlands kommun.
År 1990 restes en minnesvård över Betty Pettersson vid hennes grav på Norra begravningsplatsen i Stockholm. På Gotlands nation i Uppsala (där puben har namn efter Betty Pettersson) finns även sedan 2006 ett oljeporträtt av Pettersson målat av Kajsa Hallberg efter ett par svartvita fotografier.
Att Betty Pettersson år 1870 inte gick upp till studentexamen noterades av August Strindberg, som tog upp det i sin Giftas II (1876), där han beskyllde henne för fusk.